# AQ Волос Вероники
AQ Волос Вероники (лат. AQ Comae Berenices) — тройная звезда в созвездии Волос Вероники на расстоянии приблизительно 3723 световых лет (около 1142 парсек) от Солнца.
Пара первого и второго компонентов — двойная затменная переменная звезда типа W Большой Медведицы (EW)*. Видимая звёздная величина звезды — от +15,7m до +15,2m. Орбитальный период — около 0,2821 суток (6,7699 часа).

## Характеристики
Первый компонент — жёлтый карлик спектрального класса G0. Радиус — около 1,01 солнечного, светимость — около 0,842 солнечной. Эффективная температура — около 5501 K.
Второй компонент — жёлтый карлик спектрального класса G.
Третий компонент. Орбитальный период — около 8,5 лет*. Удалён в среднем на 4,2 а.е.*.